# Simone Osygus
Simone Osygus (n. 30 septembrie 1968, Wuppertal, RFG) este o înotătoare germană, medaliată olimpică. A participat la 2 ediții ale Jocurilor Olimpice (1992, 1996) în care a câștigat două medalii de argint și două medalii de bronz.